# 1982年のパシフィック・リーグプレーオフ
1982年のパシフィック・リーグプレーオフは、1982年10月にプロ野球パシフィック・リーグの前期優勝チームと後期優勝チームの2球団で行われたプレーオフである。本年をもって前後期制によるプレーオフ制度は廃止された。

## 概要
この年のパシフィック・リーグのプレーオフは前期優勝の西武ライオンズと後期優勝の日本ハムファイターズとの間で争われた。本年をもって前後期制によるプレーオフ制度は廃止され、翌年以降はシーズン上位2位によるプレーオフ制度に移行されたが、実施されることがなかった。

### 第1戦
西武の先発は1980年まで日本ハムに在籍していた高橋直樹、一方の日本ハムはプレーオフ1ヶ月前に右手小指を骨折し、プレーオフは絶望と見られていた西武キラーの工藤幹夫の先発で始まった。8回表までは両軍無得点で進んだが8回裏、西武は7回途中から登板の江夏豊を攻め、一死満塁のチャンスを掴んだ。ここで代打・大田卓司が中前に2点適時打を放ち、均衡を破った。さらに続く石毛宏典も左前にタイムリーを放ち、江夏をノックアウト。この回さらに3点を加えた西武が6-0で初戦を物にした。

### 第2戦
西武は1回裏、田淵幸一の適時打で先制、しかし日本ハムは6回表クルーズの適時打で同点に追いつき、7回表には古屋英夫の本塁打で勝ち越しに成功した。しかし西武は前日に続いて8回裏に江夏を捕らえ、大田の適時打で3-2と逆転、9回は森繁和が抑えて逃げ切り、リーグ優勝に王手をかけた。松沼雅之をリリーフした新人19歳の工藤公康が勝利投手となった。

### 第3戦
後楽園に舞台を移した第3戦、もう後がない日本ハムは第1戦先発の工藤が先発、4回表まで両軍無得点で進んだが4回裏にクルーズの適時打で日本ハムが先制した。西武も5回表に石毛の適時打で同点に追いつくが5回裏に島田誠が勝ち越し二塁打を放ち2-1。工藤はこのリードを守りきって完投勝利をおさめたが、試合後は握手を左手で行うなど、負傷した右手は限界だった。

### 第4戦
2回表、西武はテリーの本塁打で先制したが、3回裏日本ハムはクルーズの二点本塁打で逆転した。さらにソレイタも本塁打を放ち4-1とした。しかし西武は4回表に1点を返すと5回にもテリーが満塁本塁打を放ち一気に逆転、6回にも黒田正宏の本塁打で1点を加えた。西武は7回裏に古屋の本塁打で1点を返されたものの7-5で逃げ切り、西武ライオンズとして初、西鉄時代から通算して19年ぶり6度目のリーグ優勝を果たした。

## 結果
| 日付                     | 試合   | ビジター球団（先攻） | スコア   | ホーム球団（後攻）   | 開催球場           |
| 10月9日（土）            | 第1戦  | 日本ハムファイターズ | 0 - 6    | 西武ライオンズ       | 西武ライオンズ球場 |
| 10月10日（日）           | 第2戦  | 日本ハムファイターズ | 2 - 3    | 西武ライオンズ       | 西武ライオンズ球場 |
| 10月11日（月）           | 第3戦  | 雨天中止             | 雨天中止 | 雨天中止             | 後楽園球場         |
| 10月12日（火）           | 第3戦  | 西武ライオンズ       | 1 - 2    | 日本ハムファイターズ | 後楽園球場         |
| 10月13日（水）           | 休養日 | 休養日               | 休養日   | 休養日               | 休養日             |
| 10月14日（木）           | 第4戦  | 西武ライオンズ       | 7 - 5    | 日本ハムファイターズ | 後楽園球場         |
| 年間優勝：西武ライオンズ |        |                      |          |                      |                    |

### 第1戦
10月9日（土）西武ライオンズ球場
| 日本ハム | 0 | 0 | 0 | 0 | 0 | 0 | 0 | 0 | 0 | 0 |
| 西武     | 0 | 0 | 0 | 0 | 0 | 0 | 0 | 6 | x | 6 |

勝-東尾（1勝）、敗-江夏（1敗）

### 第2戦
10月10日（日）西武ライオンズ球場 
| 日本ハム | 0 | 0 | 0 | 0 | 0 | 1 | 1 | 0 | 0 | 2 |
| 西武     | 1 | 0 | 0 | 0 | 0 | 0 | 0 | 2 | x | 3 |

勝-工藤公康（1勝）、セーブ-森繁（1S）、敗-江夏（2敗）

本塁打

古屋1号ソロ（7回表松沼雅）

### 第3戦
10月12日（火）後楽園球場
| 西武     | 0 | 0 | 0 | 0 | 1 | 0 | 0 | 0 | 0 | 1 |
| 日本ハム | 0 | 0 | 0 | 1 | 1 | 0 | 0 | 0 | x | 2 |

勝-工藤幹夫（1勝）、敗-杉本（1敗）

### 第4戦
10月14日（木）後楽園球場 
| 西武     | 0 | 1 | 0 | 1 | 4 | 1 | 0 | 0 | 0 | 7 |
| 日本ハム | 0 | 0 | 4 | 0 | 0 | 0 | 1 | 0 | 0 | 5 |

勝-東尾（2勝）、セーブ-小林（1S）敗-高橋一三

本塁打

テリー1号ソロ（2回表高橋里志）、クルーズ1号2ラン（3回裏高橋直樹）、ソレイタ1号2ラン（3回裏高橋直樹）、テリー2号満塁（5回表高橋一三）、黒田1号ソロ（6回表川原）、古屋2号ソロ（7回裏東尾）　

## 表彰選手
- 最優秀選手 大田卓司（西）
- 敢闘賞 工藤幹夫（日）
- 優秀選手 テリー・ウィットフィールド（西）、田淵幸一（西）、トミー・クルーズ（日）

## テレビ・ラジオ放送

### テレビ中継
- 第1戦:10月9日
  - TBSテレビ≪JNN系列≫　解説：野村克也、張本勲
- 第2戦:10月10日　
  - TBSテレビ≪JNN系列≫　実況：山口慎弥　解説：野村克也、張本勲
- 第3戦:10月12日
  - テレビ朝日≪ANN系列≫　実況：太田真一 解説：稲尾和久、飯田徳治
- 第4戦:10月14日
  - テレビ朝日≪ANN系列≫　実況：松苗慎一郎　解説：飯田徳治　ゲスト解説：山本一義（ロッテ監督）

### ラジオ中継
- 第1戦：10月9日
  - NHKラジオ第1　解説：鶴岡一人
  - TBSラジオ　解説：田宮謙次郎
  - 文化放送　解説：別所毅彦　
  - ニッポン放送　解説：江本孟紀
- 第2戦：10月10日
  - NHKラジオ第1　解説：高田繁
  - TBSラジオ　解説：杉下茂
  - ニッポン放送　解説：土橋正幸
- 第3戦：10月12日
  - NHKラジオ第1　解説：川上哲治
  - TBSラジオ　解説：野村克也
  - 文化放送　解説：別所毅彦　
  - ニッポン放送　解説：江本孟紀
- 第4戦：10月14日
  - NHKラジオ第1　解説：広瀬叔功　ゲスト解説：鈴木啓示
  - TBSラジオ　解説：張本勲
  - 文化放送　解説：豊田泰光　
  - ニッポン放送　解説：土橋正幸